# Kanton Saint-Avertin
Kanton Saint-Avertin (francouzsky Canton de Saint-Avertin) je francouzský kanton v departementu Indre-et-Loire v regionu Centre-Val de Loire. Tvoří ho pouze město Saint-Avertin.